# Poephila
A Poephila a madarak osztályának verébalakúak (Passeriformes) rendjébe és a díszpintyfélék (Estrildidae) családjába tartozó nem.

## Rendszerezésük
A nemet John Gould írta le 1842-ben, az alábbi 3 faj tartozik ide:
- álarcos amandina (Poephila personata)
- ékfarkú amandina (Poephila acuticauda)
- szakállas amandina (Poephila cincta)

## Előfordulásuk
Ausztrália északi és északnyugati részén honosak. Természetes élőhelyeik a szubtrópusi és trópusi lombhullató erdők, cserjések és szavannák. Állandó, nem vonuló fajok.

## Megjelenésük
Testhosszuk 11-15,5 centiméter közötti.

## Életmódjuk
Fűmagvakkal táplálkoznak.